# Lion d'or pour l'ensemble de la carrière
Cet article concerne la récompense cinématographique. Pour la salle de spectacle de Montréal, voir Lion d'Or. Pour les autres significations, voir Lion d'or (homonymie).
Ne pas confondre avec le Lion d'or pour le meilleur film, principale récompense de la Mostra de Venise.
Le Lion d'or pour l'ensemble de la carrière,, (Leone d'oro alla carriera), parfois désigné par l'appellation non officielle de Lion d'or d'honneur, est l'une des récompenses attribuées à une ou plusieurs personnalités du cinéma au cours de la Mostra de Venise depuis 1969 en hommage à une carrière émérite.

## Lauréats
- 1969 : hommage à Luis Buñuel
- 1970 : hommage à Orson Welles

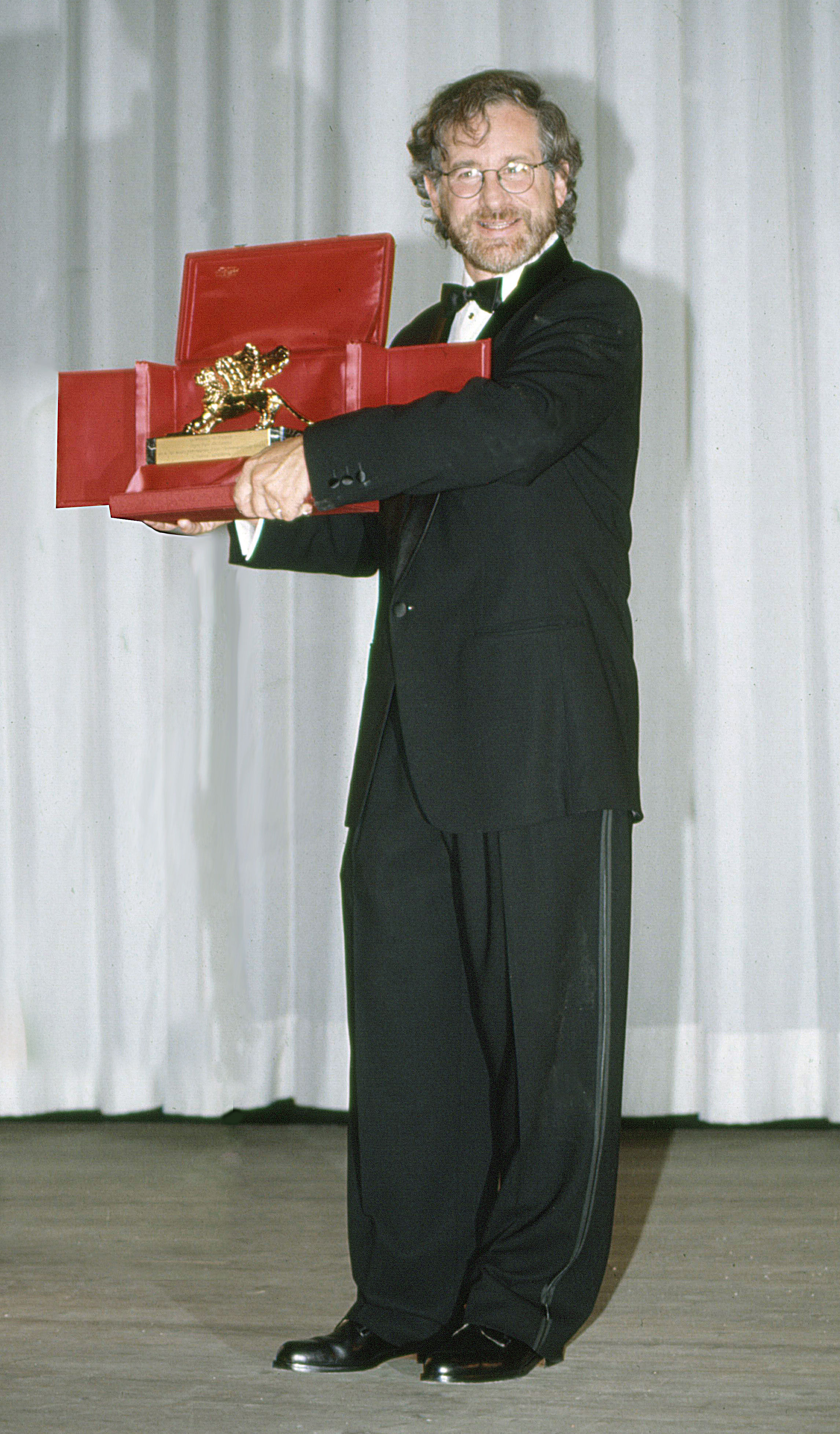
Steven Spielberg le prix en 1993.

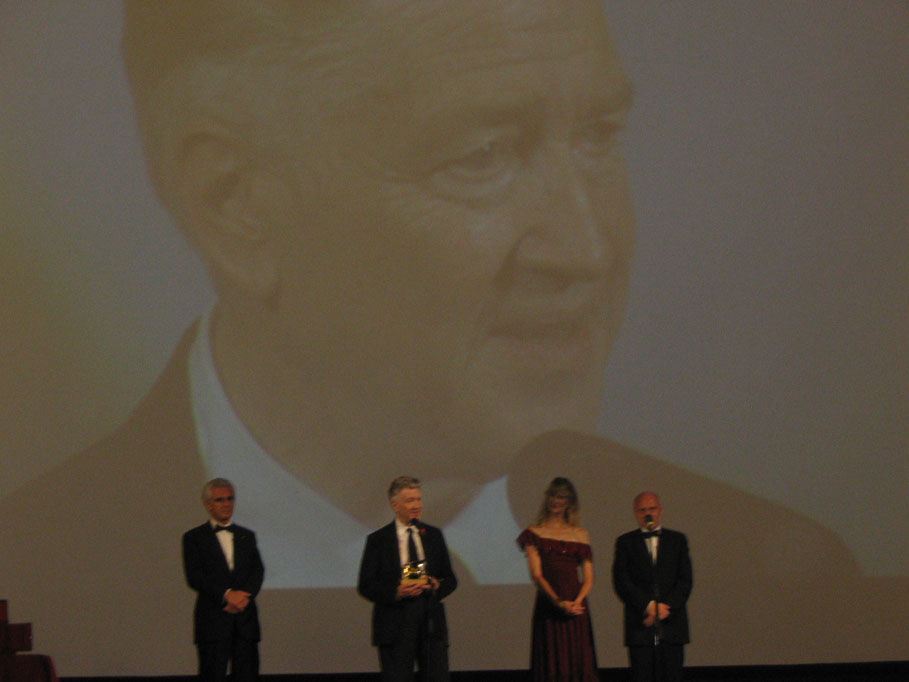
David Lynch recevant son prix en 2006.

- 1971 : John Ford, Marcel Carné et Ingmar Bergman
- 1972 : Charlie Chaplin, Anatoli Golovnia et Billy Wilder[5]
- 1973-1981 : non décerné
- 1982 : Alessandro Blasetti, Frank Capra, George Cukor, Jean-Luc Godard, Sergueï Ioutkevitch, Alexander Kluge, Akira Kurosawa, Michael Powell, Satyajit Ray, King Vidor, Cesare Zavattini et Luis Buñuel
- 1983 : Michelangelo Antonioni
- 1984 : non décerné
- 1985 : Federico Fellini, et un Lion d'or spécial à Manoel de Oliveira et John Huston
- 1986 : les Frères Taviani
- 1987 : Luigi Comencini et Joseph L. Mankiewicz
- 1988 : Joris Ivens
- 1989 : Robert Bresson
- 1990 : Miklós Jancsó et Marcello Mastroianni
- 1991 : Mario Monicelli et Gian Maria Volonté
- 1992 : Francis Ford Coppola, Jeanne Moreau et Paolo Villaggio
- 1993 : Claudia Cardinale, Roman Polanski, Robert De Niro et Steven Spielberg
- 1994 : Ken Loach, Suso Cecchi D'Amico et Al Pacino
- 1995 : Woody Allen, Alain Resnais, Martin Scorsese, Giuseppe De Santis, Goffredo Lombardo, Ennio Morricone, Alberto Sordi et Monica Vitti
- 1996 : Robert Altman, Vittorio Gassman, Dustin Hoffman et Michèle Morgan
- 1997 : Gérard Depardieu, Stanley Kubrick et Alida Valli
- 1998 : Sophia Loren, Andrzej Wajda et Warren Beatty
- 1999 : Jerry Lewis
- 2000 : Clint Eastwood
- 2001 : Éric Rohmer
- 2002 : Dino Risi
- 2003 : Dino De Laurentiis et Omar Sharif
- 2004 : Manoel de Oliveira et Stanley Donen
- 2005 : Hayao Miyazaki et Stefania Sandrelli
- 2006 : David Lynch
- 2007 : Bernardo Bertolucci et Tim Burton
- 2008 : Ermanno Olmi
- 2009 : John Lasseter
- 2010 : John Woo
- 2011 : Marco Bellocchio
- 2012 : Francesco Rosi
- 2013 : William Friedkin
- 2014 : Thelma Schoonmaker et Frederick Wiseman[6]
- 2015 : Bertrand Tavernier
- 2016 : Jean-Paul Belmondo et Jerzy Skolimowski
- 2017 : Jane Fonda et Robert Redford
- 2018 : David Cronenberg et Vanessa Redgrave
- 2019 : Julie Andrews et Pedro Almodóvar
- 2020 : Tilda Swinton et Ann Hui
- 2021 : Jamie Lee Curtis, Roberto Benigni et Ridley Scott
- 2022 : Catherine Deneuve et Paul Schrader
- 2023 : Liliana Cavani et Tony Leung Chiu-wai
- 2024 : Sigourney Weaver et Peter Weir
- 2025 : Kim Novak et Werner Herzog